# Lluvia en la cara

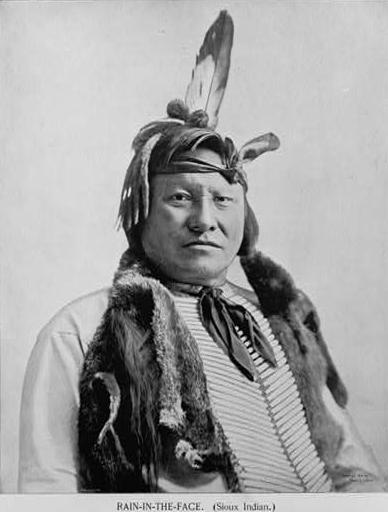
Lluvia en la cara.

Lluvia en la cara o Rain-in-the-face fue el nombre dado por los estadounidenses al jefe Sioux Itomagaju (río Cheyenne, 1835 - Standing Rock, 1905). Jefe de los hunkpapa, en 1866 participó en el ataque a Fort Philip Kearney y en la matanza de Fetterman junto con Nube Roja. En 1876 se unió a Caballo Loco y a Toro Sentado y participó en la batalla de Little Big Horn; creyéndose que fue él mismo el que mató al general George Armstrong Custer. Después huyó a Canadá, pero en 1880 volvió a Montana donde se rindió. Fue trasladado a Standing Rock, donde murió.